# Chlorophorus abruptulus
Chlorophorus abruptulus là một loài bọ cánh cứng trong họ Cerambycidae.